# Reichspublizistik

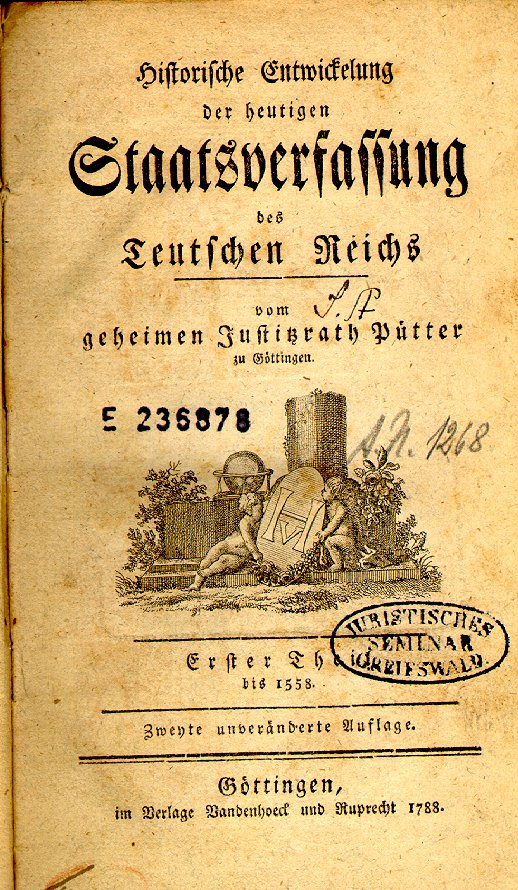
Titelblatt Historische Entwickelung der heutigen Staatsverfassung des Teutschen Reichs von Pütter (1788), eines der späten Werke der Reichspublizistik.

Im engeren Sinne fasst Reichspublizistik (zeitgenössisch auch Reichspublicistik und lat. ius publicum) das staatsrechtliche und staatswissenschaftliche Schrifttum des 17. und 18. Jahrhunderts zusammen, soweit Gegenstand der Veröffentlichung die Verfassung und das Staatsrecht des Heiligen Römischen Reiches waren. 
Im weiteren Sinne bezeichnet der Begriff die gesamte frühneuzeitliche Reichsstaats(rechts)wissenschaft, der speziell deutschen Vorläuferin der heutigen Politikwissenschaft.

## Entstehung und Gegenstand

### Zur Entstehung
Der Wormser Reichstag von 1495 hatte eine historische Zäsur bezüglich der von den Reichsständen regelmäßig gewaltsam gelösten Auseinandersetzungen gebracht, denn von nun an sollten Konflikte vor dem Reichskammergericht oder dem Reichshofrat gelöst und befriedet werden, was nach modernem Verständnis einen staatlichen, öffentlich-rechtlichen Verfahrenszug bedeutet. Festgehalten im Ewigen Landfrieden,  schränkte diese Rechtsentwicklung das mittelalterliche Fehderecht deutlich ein, wenngleich der Erfolg in den Folgejahrzehnten noch sehr überschaubar blieb. Zumindest war die Saat dafür gesetzt, dass sich Gerichte mit verfassungsrechtlichen Fragen zu den Kompetenzen des Kaisers und der Fürsten befassen konnten, was eine Verrechtlichung der Politik bedeutete. Die Legitimation erfuhr das neu geschaffene Gewaltmonopol durch den Kaiser selbst, denn er hatte sich unter anderem dazu verpflichtet, den Reichstag nunmehr jährlich einzuberufen, damit die Stände ihre Meinung öffentlich würden kundtun können. Ab etwa 1600 wurde das ius publicum zunehmend wissenschaftlich betrieben. Infolge der Bewegung der Reformation mit ihren nachhaltigen politischen Auswirkungen und dem sich anschließenden Dreißigjährigen Krieg, der zu einer weiteren Stärkung der Reichsstände führte, wurde die bald latente, bald offensichtliche Spannung zwischen dem Kaiser und den Ständen innerhalb des politischen Systems des Alten Reiches endgültig augenfällig und zum Dauerthema politischer Auseinandersetzungen. Das politische Spannungsfeld, das durch den Hinzutritt des Reichstags entstanden war, führte zu einer großen Nachfrage nach theoretischer Aufarbeitung der politischen Standpunkte der Konfliktparteien. Der Konflikt zwischen den Machtpolen der Reichsverfassung bot zugleich sehr fruchtbaren Boden, um gelehrt Reflexion über die Grundlagen des Reichs, der Staatsgewalt und der Politik an sich zu betreiben.
In dieser Situation entwickelte sich, beginnend mit den Schriften Henning Arnisaeus’, eine spezifisch deutsche Staatsrechtswissenschaft, welche sich letztlich von den Quellen des Römischen Rechts entfernte und vornehmlich reichsdeutsche Rechtsquellen (wie etwa die Goldene Bulle Karls IV.) und solche aus der Tradition des deutschen König- und Kaisertums zur Grundlage nahm. Auch an den politischen Diskursen der Zeit, wie sie etwa zu der Souveränitätslehre Jean Bodins geführt wurden, beteiligte sich die Reichspublizistik mit erheblichem Anteil.
Im Zentrum der theoretischen Debatte stand unter anderem die Frage, wie das Reich mit den Begrifflichkeiten der althergebrachten Staatsformenlehre charakterisiert werden könnte. Die machtpolitische Spannung zwischen den Einzelgewalten der Stände und der Zentralgewalt des Kaisers ergab eine besondere Staatsstruktur, die sich einer Einordnung in die seit der Antike gebräuchlichen verfassungstheoretischen Terminologie entzog. „Für die einen (wie erstmals für Bodin) war das Reich eine Aristokratie, für andere (wie Reinkingk) eine Monarchie, für wieder andere (wie Conring) ein status mixtus, für Pufendorf schließlich nichts von alledem, sondern ein ‚irreguläres‘ Gebilde, einem ‚Monstrum ähnlich‘.“

### CäsarinerundFürstenerianer
Vor dem Hintergrund des konkreten politischen Ringens der Reichsstände (insbesondere der Kurfürsten) und des Kaisers um die Vorherrschaft in der Reichspolitik bildeten sich zwei Gruppierungen unter den Staatsrechtlern der Zeit heraus: Auf der einen Seite diejenigen, welche im Reich eine Monarchie sahen und dementsprechend den königlich-kaiserlichen Standpunkt zu stärken suchten (die sogenannten Cäsariner). Dietrich Reinkingk war der Hauptvertreter dieser Position.
Auf der anderen Seite betonten Staatsdenker wie etwa Johannes Limnäus und Bogislaw Philipp von Chemnitz den für sie offensichtlichen ständischen Charakter des Reichsverbands (sie nannte man Fürstenerianer). Dieser zweiten Auffassung entspricht die Einordnung des Alten Reichs als Aristokratie, was man durch eine pro-ständische Auslegung der deutschen Rechtsquellen, wie etwa der Goldenen Bulle oder den Wahlkapitulationen, zu untermauern suchte. Ihren Höhepunkt erreichte die Reichspublizistik mit Samuel von Pufendorfs De statu imperii Germanici im Jahre 1667, woraufhin sie im 18. Jahrhundert in einem zunehmenden Positivismus verflachte. Georg Wilhelm Friedrich Hegels Reichsverfassungsschrift (1800/02) kann als letztes Aufleuchten der Reichspublizistik gewertet werden, die spätestens mit ihr jedoch einen Abschluss fand.

## Hauptvertreter und ihre Werke
|                                                      | Lebenszeit | Reichspublizistisches Hauptwerk                                             | Erscheinungsjahr |
| ---------------------------------------------------- | ---------- | --------------------------------------------------------------------------- | ---------------- |
| Henning Arnisaeus                                    | 1575–1636  | De jure majestatis libri tres                                               | 1610             |
|                                                      |            | De republica seu relectionis politicae                                      | 1615             |
| Dominicus Arumaeus                                   | 1579–1673  | Discursus academici de iure publico                                         | 1620–1623        |
| Dietrich Reinkingk                                   | 1590–1664  | Tractatus de regimine seculari et ecclesiastico                             | 1619             |
|                                                      |            | Biblische Policey                                                           | 1653             |
| Johannes Limnäus                                     | 1592–1663  | Juris publici Imperii Romano-Germanici libri IX                             | 1629–1634        |
| Bogislaw Philipp von Chemnitz (Hippolithus à Lapide) | 1605–1678  | Dissertatio de ratione status in Imperio nostro Romano-Germanico            | 1640 (?)         |
| Hermann Conring                                      | 1606–1681  | De origine iuris Germanici                                                  | 1643             |
|                                                      |            | De Germanorum Imperio Romano                                                | 1643             |
|                                                      |            | De ratione status                                                           | 1651             |
| Samuel von Pufendorf (Severinus von Monzambano)      | 1632–1694  | De statu imperii Germanici […]                                              | 1667             |
| Gottfried Wilhelm Leibniz                            | 1646–1716  | In Severinum de Monzambano                                                  | 1669–72          |
|                                                      |            | De iure Suprematus ac Legationis Principum Germaniae                        | 1677             |
| Johann Jakob Moser                                   | 1701–1785  | Teutsches Staatsrecht (in 50 Bänden)                                        | 1737–1754        |
|                                                      |            | Neues Teutsches Staatsrecht (in 20 Bänden)                                  | 1766–1775        |
| Johann Stephan Pütter                                | 1725–1807  | Elementa iuris publici Germanici                                            | 1754             |
|                                                      |            | Historische Entwickelung der heutigen Staatsverfassung des Deutschen Reichs | 1786–87          |
| Georg Wilhelm Friedrich Hegel                        | 1770–1831  | Verfassungsschrift (Fragment)                                               | 1802/03          |

### Sekundärliteratur
- Horst Denzer: Spätaristotelismus, Naturrecht und Reichsreform: Politische Ideen in Deutschland 1600–1750. In: Iring Fetscher, Herfried Münkler (Hrsg.): Pipers Handbuch der Politischen Ideen. Band 3: Neuzeit: Von den Konfessionskriegen bis zur Aufklärung. München 1985, S. 233–273.
- Horst Dreitzel: Protestantischer Aristotelismus und Absoluter Staat. Die 'Politica' des Henning Arnisaeus (ca. 1575–1636). Wiesbaden 1970.
- Notker Hammerstein, Hasso Hofmann, Rudolf Hoke, Michael Stolleis u. a.: Staatsdenker im 17. und 18. Jahrhundert. Reichspublizistik, Politik, Naturrecht. Frankfurt am Main 1977, ISBN 3-7875-5264-2.
- Rudolf Hoke: Die Reichsstaatsrechtslehre des Johannes Limnaeus: ein Beitrag zur Geschichte der deutschen Staatsrechtswissenschaft im 17. Jahrhundert. (= Untersuchungen zur deutschen Staats- und Rechts-Geschichte (Habilitationsschrift an der Universität Saarbrücken). Neue Folge Band 9). Aalen 1968, DNB 457019794.
- Gerd Kleinheyer, Jan Schröder: Deutsche Juristen aus fünf Jahrhunderten. Eine biographische Einführung in die Geschichte der Rechtswissenschaft. 3., neubearb. u. erw. Auflage. Heidelberg 1989, ISBN 3-8114-4488-3.
- Henning Ottmann: Geschichte des politischen Denkens. Band 3: Die Neuzeit. Teilband 1: Von Machiavelli bis zu den großen Revolutionen. Stuttgart 2006, ISBN 3-476-01632-3, S. 385–403.
- Michael Stolleis: Geschichte des öffentlichen Rechts in Deutschland. Erster Band: Reichspublizistik und Policeywissenschaft 1600–1800. Beck, München 1988, ISBN 3-406-32913-6.
- Michael Stolleis (Hrsg.): Staatsdenker in der frühen Neuzeit. Beck, München 1995, ISBN 3-406-39329-2.
- Uwe Wesel: Geschichte des Rechts. Von den Frühformen bis zur Gegenwart. 3. überarbeitete und erweiterte Auflage, Beck, München 2006, ISBN 3-406-47543-4, Rn. 248.